# 集団規定
集団規定（しゅうだんきてい）とは、建築基準法によって定められた各種の規定のうち、その建築物と都市との関係についての規定の総称。

## 概略
建築基準法は、建築物に関して幅広い規定を設けている。その規定の中には、建築物自身の安全や衛生について規定されている条文と、その建築物と都市との関係について規定されている条文がある。このうち、後者が集団規定である（前者を単体規定と呼ぶ）。
法令上で定義された正確な用語ではないが、建築関連法規の中で広く使われている。
集団規定に属する規定は、都市全体に何らかの影響を与えるものとされている。例えば、一戸建て住宅と騒音・悪臭を発生する工場とが混在することは、双方にとって好ましいことではなく、用途規制によってそれぞれ異なる地域に建築される。道路斜線制限は、道路上空に一定の開放空間を補償することで、通風、採光、延焼防止、防災などに役立てている。容積率や建ぺい率の規制は、都市が一定以上の密度となることを防ぎ、都市環境の改善のみならず、都市インフラストラクチャーに与える負荷の制御を行う。日影規制により、都市に一定程度（その程度はその地域の用途により異なる）の日照を確保する。
こうした性質から、ほとんどの集団規定は、建築物の用途などにかかわらず同じものが適用される。これは、用途によりその内容が大きく異なる単体規定と対照的である。また、4号特例による審査の簡略化も、集団規定の多くはその対象とならない。そして、集団規定は原則として「都市」としての規制が行われる都市計画区域・準都市計画区域にのみ適用される（建築基準法第41条の2）。
なお、集団規定に分類される一部の条文は、実際には単体規定の性質も持っている（例えば接道義務など）。

## 集団規定の内容
集団規定としてあげられる主な内容として、下記のようなものがある。
- 建築物の用途に関する規定（用途規制）
- 建築物の高さの制限（絶対高さ制限、斜線制限、日影規制）
- 建築物の大きさの制限（容積率、建ぺい率など）
- 敷地と道路の関係に関する規定（接道義務、2項道路の後退など）
- その他、建築物と都市の関係に関する規定（排水に関する規定、景観に関する規定、など）